# Малка горска мишка
Малката горска мишка (Apodemus uralensis) е вид дребен бозайник от семейство Мишкови (Muridae).

## Разпространение
Видът е разпространен в Централна и Северна Европа и Сибир.